# 阿里港支廳

1915年阿緱廳行政區劃圖，阿里港支廳為洋紅色區域

阿里港支廳是於臺灣日治時期附屬於阿緱廳下的政府單位，位階屬於「支廳出張所事務所辨務署郡市」，該支廳範圍為今的里港鄉、高樹鄉、鹽埔鄉和九如鄉。支廳以治所阿里港區的名稱命名，臺灣日治時期在此設置「憲兵屯所辦務支署」和「步兵分遣隊」，繼而設置「阿里港支廳」。
阿里港支廳於1920年（大正9年）改正地方制度時撤銷，下轄的阿里港區和土庫區併置成爲里港、鹽埔區改制為鹽埔、九塊厝區改制為九塊、東振新區與加蚋埔區合併為高樹，隸屬於新成立的高雄州屏東郡。
1914年（大正3年）不滿日本高壓政策的霧台等地民眾焚毀警察駐在所，殺阿里港支廳長脅田義一等11人，是為霧台抗日事件。

## 外部連結
- 臺灣總督府職員錄系統查詢「阿里港支廳 （页面存档备份，存于）」的結果